# Dorfkirche Thelkow

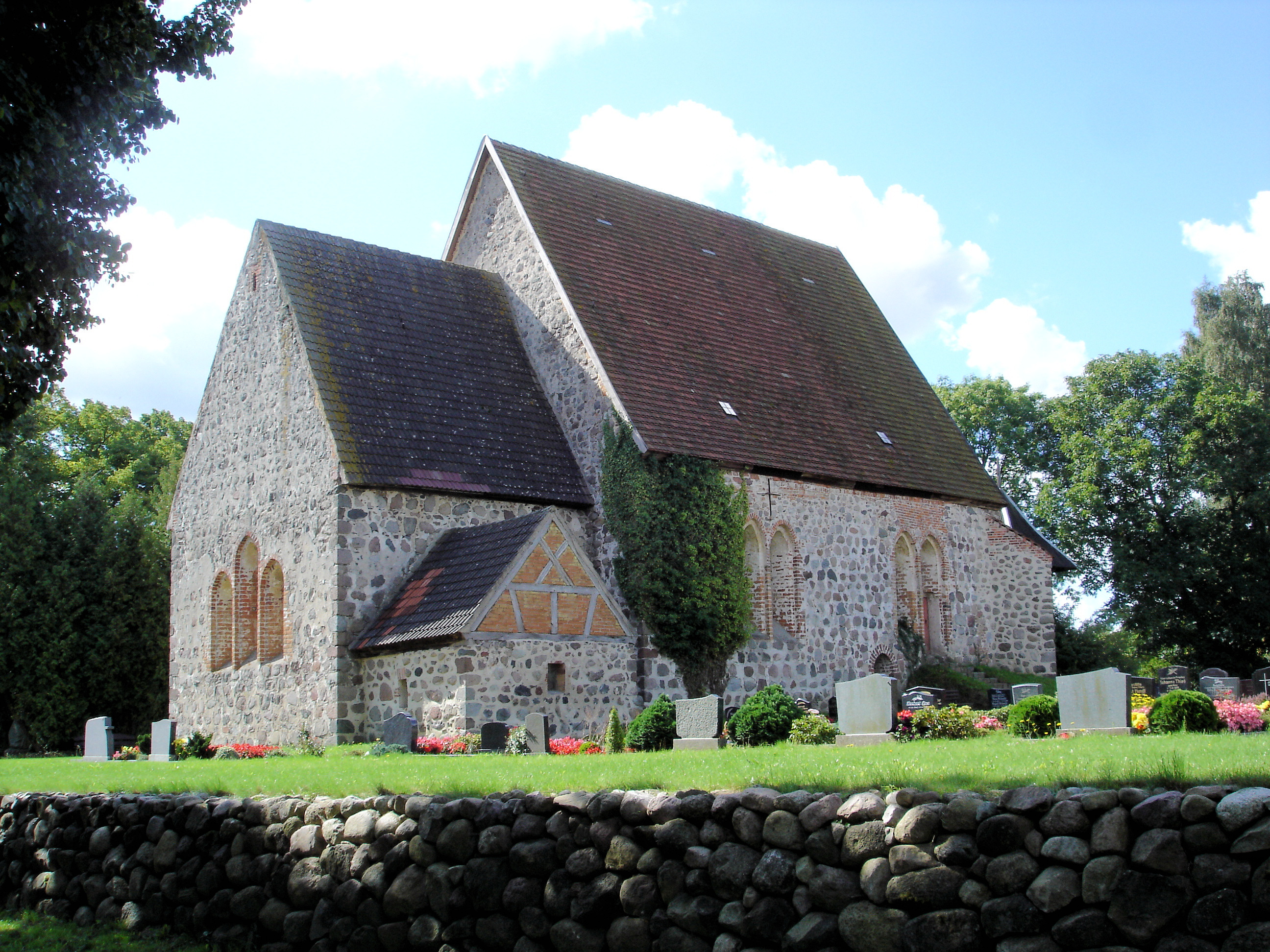
Dorfkirche Thelkow

Die Dorfkirche Thelkow ist ein denkmalgeschütztes Kirchengebäude in Thelkow im Landkreis Rostock (Mecklenburg-Vorpommern). Das Gebäude steht inmitten des Friedhofes. Zur Anlage gehören die ebenfalls denkmalgeschützte Einfriedung des Kirchhofes, der Glockenstuhl, das Mausoleum und das Gefallenendenkmal für die im Ersten Weltkrieg gefallenen Soldaten. Die Evangelisch-Lutherische Kirchgemeinde Thelkow gehört zur Propstei Rostock in der Evangelisch-Lutherischen Kirche in Norddeutschland.

## Geschichte und Architektur
Das Gebäude wurde von etwa 1260 bis 1280 in Feld- und teilweise Backstein errichtet. Das Schiff hat zwei Joche, der quadratische Chor ist eingezogen. Die Sakristei steht an der Nordseite. Die Portal- und Fenstergewände sind in Backstein gehalten. Der Chorgiebel wurde in der Zeit nach dem Mittelalter erneuert. Der westliche Giebel des Schiffes ist in Backstein gemauert, Die Sakristei besitzt einen Fachwerkgiebel, der im 18. Jahrhundert gebaut wurde. Die Längsseiten der Wände des Schiffes und des Chores sind durch spitzbogige Fenster gegliedert. Die Dreifenstergruppe in der Ostwand ist gestaffelt. Das Rücksprungportal an der Südseite des Schiffes ist mit einem Kämpferband und eingestellten Rundstäben ausgestattet. Chor und Schiff sind durch einen spitzbogigen Triumphbogen getrennt.
Von den Kreuzgratgewölben im Schiff ist nur das östliche erhalten, das westliche stürzte ein und wurde durch eine flache Decke ersetzt. Die Rippen des Gewölbes im Chor sind mit Sternrosetten geschmückt, der Schlussstein zeigt ein Relief mit dem Motiv des Agnus Dei. Die Sakramentsnische in der östlichen Chorwand ist mit der ursprünglichen hölzernen Außentür und der vergitterten Innentür erhalten.

## Ausstattung
- Der Schnitzaltar ist eine Arbeit aus dem dritten Viertel des 15. Jahrhunderts, er wurde im 18. Jahrhundert in einen barocken Altaraufsatz eingefügt und ergänzt. Je zwei übereinander angeordnete Heiligenfiguren flankieren die Kreuzigungsszene, die aus etlichen Figuren besteht. In den oberen Hälften der Flügel sind weitere Heilige zu sehen. Auf den Flügeln stehen geschnitzte Figuren des Hl. Johannes d. T. und des Schmerzensmannes, beide wurden vermutlich zum Ende des 16. Jahrhunderts angefertigt. Die Predella ist mit einem Abendmahlgemälde ausgestattet, der Auszug mit einem Relief mit der Darstellung der Auferstehung Jesu Christi. Ein Kruzifix aus dem 18. Jahrhundert bekrönt den Aufsatz.
- Die Taufe aus Kalkstein wurde in der zweiten Hälfte des 13. Jahrhunderts geschaffen, die Kuppa in Form einer Halbkugel ist durch rundbogige Blenden gegliedert.
- Die Kanzel aus Holz mit Aufgang und Schalldeckel ist schlicht gehalten, sie wurde 1680 gebaut.
- Die ehemalige Patronatsloge mit hohen, verglasten Fenstern wurde in der Mitte des 18. Jahrhunderts aufgebaut, sie ist mit Rokokodekor verziert.
- Die Kabinettscheibe von der Mitte des 17. Jahrhunderts zeigt das Wappen der Familie von der Lühe.
- Der vergoldete Kelch aus Silber wurde 1698, die Patene 1681 gefertigt.
- Die vier Leuchter aus Zinn wurden im 17. Jahrhundert gegossen.
- Das Epitaph des V. O. von der Lühe ist reich mit Akanthusschnitzwerk gerahmt und mit Figuren versehen. Von der Lühe starb 1695.
- Der Glockenstuhl aus Holz steht frei auf dem Friedhof, er wurde wohl im 18. Jahrhundert aufgestellt. Die Glocke wurde 1836 von F. Schünemann aus Demmin gegossen.
- Die Orgel ist ein Werk von Carl Börger aus dem Jahr 1910 mit 8 Registern auf einem Manual und Pedal.[6]

## Pfarrhaus und Mausoleum
- Zur Kirche gehören diverse denkmalgeschützte Objekte, wie  das historische Pfarrhaus. Der neunachsige Fachwerkbau wurde 1769 errichtet, er ist mit einem Knüppelwalmdach aus Reet gedeckt. Die Gefache sind mit Ziegeln ausgefüllt. Bis 1822 gehörte das Haus der Familie von Moltke, die ein Rittergut besaß. Danach fand eine Umwandlung in ein landesherrliches Patronat statt. Das Gebäude wurde von 1992 bis 1995 umfangreich renoviert.[7]
- Auf dem Kirchhof steht ein Mausoleum, es wurde in der zweiten Hälfte des 19. Jahrhunderts in Feldstein gemauert.[4]

## Derzeitiger Bauzustand
Der gemeinnützige Verein zur Rettung und Erhalt des Kulturellen Erbes Dorfkirchen in Not urteilt wie folgt: „Bauzustand und Schadensbild: Das Dach des Kirchenschiffes wurde 2002 gesichert und wieder mit alten Handstrichbibern eingedeckt. Pfeilervorlagen an der Westseite sind ohne Abdeckung und werden vom Regen stark ausgespült. Die Instabilität des Feldsteingefüges nimmt zu. Das Mauerwerk des Schiffes und der Gerberkammer (Nordsakristei) hat tiefe klaffende Risse und muss dringend gesichert und instand gesetzt werden.“